# Santo Stefano Roero
Santo Stefano Roero es una localidad y comune italiana de la provincia de Cuneo, región de Piamonte, con 1.353 habitantes.

## Evolución demográfica
| Gráfica de evolución demográfica de Santo Stefano Roero entre 1861 y 2001 |
|                                                                           |
| Fuente ISTAT - elaboración gráfica de Wikipedia                           |